# Liste de sujets portant le nom de Leonhard Euler
En mathématiques et en physique, un grand nombre de sujets ont reçu le nom de Leonhard Euler, en général désignés par leur type : équations, formules, identités, nombres (uniques ou suites de nombres) ou autre entités mathématiques ou physiques.
Le travail d'Euler a touché tant de domaines qu'il est souvent la première référence écrite sur un sujet. Les physiciens et les mathématiciens plaisantent parfois en affirmant que dans un effort pour éviter de tout nommer en référence à Euler, les découvertes et les théorèmes porteront le nom de la « première personne à l'avoir découvert après Euler »,.

## Formules
- Formules d'Euler en trigonométrie : {\displaystyle \cos x=\displaystyle {\frac {\mathrm {e} ^{\mathrm {i} \,x}+\mathrm {e} ^{-\mathrm {i} \,x}}{2}}}, {\displaystyle \sin x=\displaystyle {\frac {\mathrm {e} ^{\mathrm {i} \,x}-\mathrm {e} ^{-\mathrm {i} \,x}}{2\mathrm {i} \,}}}
- Formule (ou relation) d'Euler pour les graphes planaires et les polyèdres convexes: S - A + F = 2
- Formule d'Euler pour {\displaystyle \zeta (2)} (réponse au problème de Bâle)
- Formule de fraction continue d'Euler
- Formule d'Euler-Maclaurin (analyse réelle)
- Formule d'Euler-Boole (analyse réelle)
- Produits eulériens (produits infinis indexés sur les nombres premiers)
- Développement d'Euler en produit infini du sinus
- Développements d'Euler en somme d'éléments simples de la cotangente, de la tangente, de la sécante, etc.
- Formule d'Euler-Rodrigues pour les rotations en dimension trois
- Formule d'Euler pour les rayons de courbure principaux : {\displaystyle {1 \over R}={\frac {\cos ^{2}\varphi }{R_{1}}}+{\frac {\sin ^{2}\varphi }{R_{2}}}}
- Formule d'Euler-Savary concernant le mouvement plan sur plan
- Charge critique d'Euler

## Identités
- Identité d'Euler dans les nombres complexes : {\displaystyle e^{i\pi }+1=0}
- Identité des quatre carrés d'Euler
- Identité d'Euler caractérisant les fonctions homogènes de plusieurs variables
- Identité d'Euler exprimant la fonction {\displaystyle \phi } ci-dessous : {\displaystyle \phi (q)=\sum _{n=-\infty }^{\infty }(-1)^{n}q^{n(3n-1)/2}}

## Fonctions
- Intégrales d'Euler
  - Fonction eulérienne de première espèce, ou fonction gamma
  - Fonction eulérienne de deuxième espèce, ou fonction bêta
- Fonction d'Euler {\displaystyle \phi (q)=\prod _{k=1}^{\infty }(1-q^{k})}
- Fonction indicatrice (ou indicateur) d'Euler {\displaystyle \varphi } (arithmétique)

## Nombres
- Nombres d'Euler intervenant dans les développements en série de 1/cos et tan, associés aux polynômes d'Euler
- Nombre d'Euler (physique) (cas particulier : Nombre de cavitation)
- Nombres et polynômes eulériens (arithmétique) dont la table forme le triangle d'Euler
- Constante d'Euler
  - e (nombre)
  - Constante d'Euler-Mascheroni
  - Constante d'Euler-Gompertz
- Nombres chanceux d'Euler (arithmétique)
- Nombres pseudo-premiers d'Euler
- Nombres pseudo-premiers d'Euler-Jacobi
- Nombres idoines d'Euler

## Équations
- Équation (différentielle) d'Euler
- Équation d'Euler-Lagrange (calcul des variations)
- Équation sous forme normale d'Euler d'une droite du plan
- Équations d'Euler (mécanique des fluides)

## Lois
- Loi d'Euler donnant une relation de récurrence pour  {\displaystyle \sigma (n)}, somme des diviseurs de n
- Loi d'Euler en théorie des poutres

## Théorèmes
Certains théorèmes ci-dessous reprennent des formules ou identités ci-dessus :
- Théorème d'Euler pour la courbure des surfaces
- Théorème d'Euler pour les fonctions homogènes
- Théorème d'Euler généralisant le petit théorème de Fermat
- Théorème d'Euler-Lagrange (groupes) généralisant le précédent
- Théorème d'Euler-Lagrange (calcul des variations)
- Théorème de Descartes-Euler pour les polyèdres
- Critère d'Euler en théorie des nombres
- Théorème pentagonal d'Euler
- Théorème de Goldbach-Euler (série des inverses des puissances parfaites moins 1)

## Conjectures
Les trois conjectures ci-dessous ont été infirmées :
- Conjecture d'Euler (arithmétique)
- Problème des trente-six officiers d'Euler
- Conjecture de Cauchy-Euler (tout polyèdre à faces rigide est non flexible)

## Méthodes
- Méthode d'Euler pour les équations différentielles
- Méthode d'Euler pour l'élimination du terme sous-dominant d'une équation algébrique
- Méthode d'Euler pour la résolution de l'équation du quatrième degré
- Transformation d'Euler pour les suites
- Substitution d'Euler dans les intégrales

## Géométrie du triangle, du quadrilatère, du tétraèdre

### Dans le triangle
- Droite d'Euler
- Relation vectorielle d'Euler dans le triangle : {\displaystyle {\overrightarrow {OH}}=3{\overrightarrow {OG}}}
- Cercle d'Euler, ou cercle des neuf points
- Points d'Euler, sur le cercle précédent : milieux des segments joignant l'orthocentre aux sommets, formant le triangle d'Euler
- Ellipse d'Euler, ou ellipse de Serret, ou encore ellipse de Macbeath
- Relations d'Euler : {\displaystyle OI^{2}=R^{2}-2rR}, {\displaystyle OI_{A}^{2}=R^{2}+2Rr_{A}}
- Inégalité d'Euler : {\displaystyle R\geqslant 2r}

### Dans le quadrilatère
- Relation d'Euler dans le quadrilatère
- Centre d'Euler d'un quadrilatère

### Dans le tétraèdre
- Relation d'Euler dans le tétraèdre[3],[4] : {\displaystyle {\overrightarrow {AB}}.{\overrightarrow {CD}}+{\overrightarrow {AC}}.{\overrightarrow {DB}}+{\overrightarrow {AD}}.{\overrightarrow {BC}}=0}
- Droite et sphères d'Euler dans le tétraèdre

## Théorie des graphes
- Chemin eulérien (ou chaine eulérienne), circuit ou cycle eulérien, dans un graphe
- Graphe eulérien

## Problèmes
- Problème du cavalier d'Euler
- Problème des 36 officiers d'Euler
- Problème d'Euler sur les ponts de Koenigsberg
- Problème des trois corps d'Euler (en)

## Autres objets mathématiques ou physiques
- Angles d'Euler (géométrie euclidienne)
- Brique d'Euler (arithmétique)
- Brique d'Euler parfaite (arithmétique)
- Caractéristique d'Euler-Poincaré (topologie)
- Carré gréco-latin ou carré eulérien
- Classe d'Euler
- Diagramme d'Euler (théorie des ensembles)
- Description eulérienne
- Disque d'Euler (jouet scientifique)
- Clothoïde ou spirale d'Euler
- Force d'Euler
- Gyroscope ou toupie d'Euler (de)
- Surface d'Euler : {\displaystyle xyz(x+y+z)=1}[5]
- Système d'Euler
- Théorie d'Euler des machines centrifuges
- Théorie d'Euler-Bernoulli ou théorie des poutres
- Tonnetz d'Euler
- Triangle d'Euler, nom parfois donné au triangle sphérique

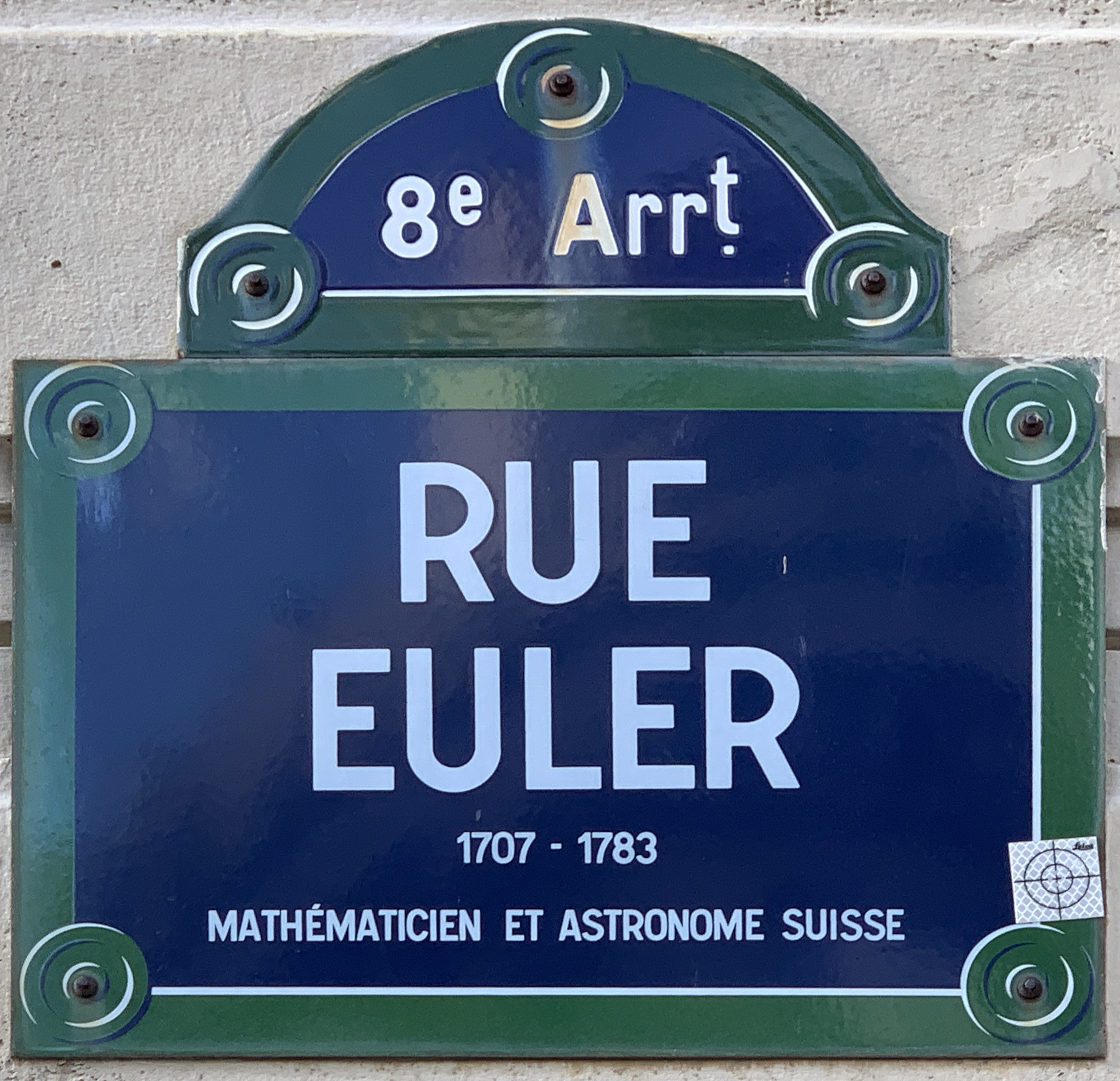

## Divers
- Langage de programmation Euler (en)
- Logiciel Euler
- Police de caractères AMS-Euler
- Astéroïde (2002) Euler
- Médaille Euler
- Project Euler
- Télescope Leonhard-Euler
- Banque Euler-Hermes
- Rue Euler à Paris ; rue Euler à Évreux, Lille, Mérignac et Nîmes ; rue Leonhard Euler à Créteil et Dijon ; Eulerstrasse à Bâle.